# Ratolí marsupial de Lorentz
El ratolí marsupial de Lorentz (Neophascogale lorentzi) és un marsupial de l'ordre dels dasiüromorfs originari d'Indonèsia i Papua Nova Guinea.
El seu pes varia entre 200 i 250 g; la seva mida corporal és de 16-23 cm i la cua mesura 16-23 cm. El seu pelatge gris fosc també presenta alguns pèls blancs llargs. Té petites potes potents amb urpes a tots els dits, que utilitza per excavar a la recerca de larves, cucs i preses similars. Fou anomenat en honor de l'explorador neerlandès Hendrikus Albertus Lorentz.